# Colours in the Street
Colours in the Street est un groupe de pop rock français. Il est composé d'Alexandre Poussard, Noé Russeil, Lucien Saurin et Pierre-Elie Abergel.

## Biographie

### Débuts (2010–2014)
Le groupe est formé fin 2009 par Alexandre Poussard et Alexis Rimbault, tous deux amis d'enfance et originaires de la ville de Niort, dans les Deux-Sèvres. Alors qu'ils commencent le lycée, ils composent leurs premières chansons. Ils sont accompagnés par Edouard Frair (basse) et Charles Gousseau (guitare) jusqu'en 2012. Par la suite, Noé Russeil, bassiste, et Lucien Saurin, guitariste, rejoignent Alexandre et Alexis. Le groupe commence alors à faire parler de lui sur la scène locale et régionale.
Fin 2012, le groupe publie son véritable premier EP Paper Child dont le single éponyme est cité  dans la presse nationale et est salué par la critique.
En 2013, le groupe est repéré par le dispositif Ricard SA Live Music et remporte le Prix Ricard SA Live Music. L'EP Paper Child est réédité le 1er avril avec notamment un remix de Jabberwocky (groupe).
Âgés de seulement 18 ans, les "Colours" font, cette même année, leur première tournée dans toute la France avec des passages sur les plus grandes scènes du pays et de nombreux festivals, tels que Francofolies, Printemps de Bourges, Fnac Live, Le rock dans tous ses états, etc.. Le groupe assure les premières parties de Skip the Use, Naive New Beaters ou encore Balthazar, et partage l'affiche avec des artistes et groupes internationaux, parmi lesquels Mika, Woodkid, Klaxons ainsi qu'Asaf Avidan.

### Royaume,Tell the World(2015-2018)
C'est en février 2015 que leur premier album, Royaume, sort sur le label indépendant Velvet Coliseum. Par la suite, ils se produisent un peu partout en France avec une nouvelle tournée, Royaume Tour. Ils jouent notamment dans la salle de La Maroquinerie à Paris pour leur première date parisienne en tête d'affiche et donnent un concert sur la Tour Eiffel dans le cadre d'une soirée organisée par Parfums Christian Dior. Fin 2015, le groupe signe chez Because Editions. La tournée se poursuit en 2016 et les conduit jusqu'en Corée du Sud où le groupe est à l'affiche du Festival international Zandari à Séoul.
En début de 2017, leur premier album Royaume connait sa première sortie internationale officielle en Corée du Sud. Le groupe se produit le 31 janvier dans la salle de L'Olympia à Paris avec le groupe belge Puggy. En juin 2017, le groupe fait sa première tournée internationale et donne des concerts en Chine et en Corée du Sud devant plusieurs milliers de spectateurs et profite d’une exposition médiatique importante grâce aux retransmissions des concerts en live streaming, visionnées par près de 3 millions de personnes. Ils sont également à l'affiche de plusieurs festivals français dont La Nuit de l'Erdre, où ils se produisent avant Les Insus (ex-Téléphone) et le Festival Au fil du son où ils se produisent après Manu Chao.
En 2018, le groupe publie l'EP Tell the World, le 1er juin. Ils se produisent à nouveau à La Maroquinerie puis sur plusieurs concerts en France avec un passage remarqué sur le Festival de Poupet.
Le groupe continue de se développer à l'international avec une nouvelle tournée en Chine en juin 2018 où ils se produisent dans les villes de Taiyuan, Shunde, Nanchang, Beijing, Wuhan et Shenyang.

### Aux Étoiles,All the Colours(2019-2021)
Au printemps de 2019 le groupe commence un nouveau cycle et dévoile le titre en français "Aux Étoiles", dans un clip tourné au Futuroscope. La chanson est bien accueillie par la presse nationale et se présente comme le premier single de l'album "All the Colours" (2020).
Malgré la crise sanitaire liée à la pandémie mondiale de Covid-19 engendrant l'annulation de leur tournée en 2020, le groupe décide de maintenir la publication de l'album "All the Colours" qui sort officiellement le 03 juillet 2020. En parallèle, le batteur Alexis Rimbault quitte le groupe et est remplacé par Pierre-Elie Abergel.
Pour pallier l'absence des concerts à cause de la crise sanitaire, ils donnent, début 2021, un concert en "livestream" sur le toit du TAP - Théâtre Auditorium de Poitiers.
En juin 2021, ils dévoilent "Wasted" un single électro pop en collaboration avec le producer Lonely in the Rain.
Ils se produisent ensuite pendant l'été 2021 sur plusieurs festivals en France tels que le festival Grandes Marées ou encore le Cognac Blues Passions. Ils donnent également un concert au pied de la fusée Ariane 5 à l'aéroport de Paris-Le Bourget dans le cadre de la 30eme édition de la Nuit des Étoiles.

### Let's Talk(2022-2024)
En 2022, le groupe dévoile le single "A Way To Restart" et fait son retour sur scène avec une tournée européenne de plus de 40 dates.
Ils se produisent en France et en Europe (Allemagne, Suisse, Pologne, Italie, Pays-Bas...) avec le groupe australien The Faim.
Ils ouvrent plusieurs concerts en France pour Kyo_(groupe) dont une date à L'Olympia le 30 septembre.
En 2023, le groupe dévoile le single "Paralyzed" en featuring avec le groupe australien The Faim.
Le troisième album "Let's Talk" sort le 09 juin 2023, incluant les singles "A Way to Restart", "Paralyzed" et "Morning Routine".
Le groupe est invité le 26 juin dans Culturebox L'Emission présenté par Daphné Bürki et diffusé à la TV sur France 4.
Le groupe se produit en France dans de nombreuses salles dont le Trabendo à Paris, et est programmé sur plusieurs festivals comme le Freemusic Festival ou encore le Festival de Poupet, partageant l'affiche avec des artistes tels que Angèle, Jain ou encore Ben Harper.
Ils se produisent à nouveau à l'international avec une tournée de 2 concerts en Argentine (octobre 2023) et 15 concerts en Australie (janvier 2024).
En 2024, le groupe dévoile les titres "Into The Rhythm", "Take it Easy" et "Better Love". Le clip de Better Love est tourné sur le toit de l'Église Notre-Dame de Royan.
Ils se produisent sur plusieurs concerts en France, notamment dans plusieurs zéniths et arenas en première partie de Kyo_(groupe). 
Le 21 novembre 2024, leur concert en tête d'affiche à La Cigale (Paris) est complet.

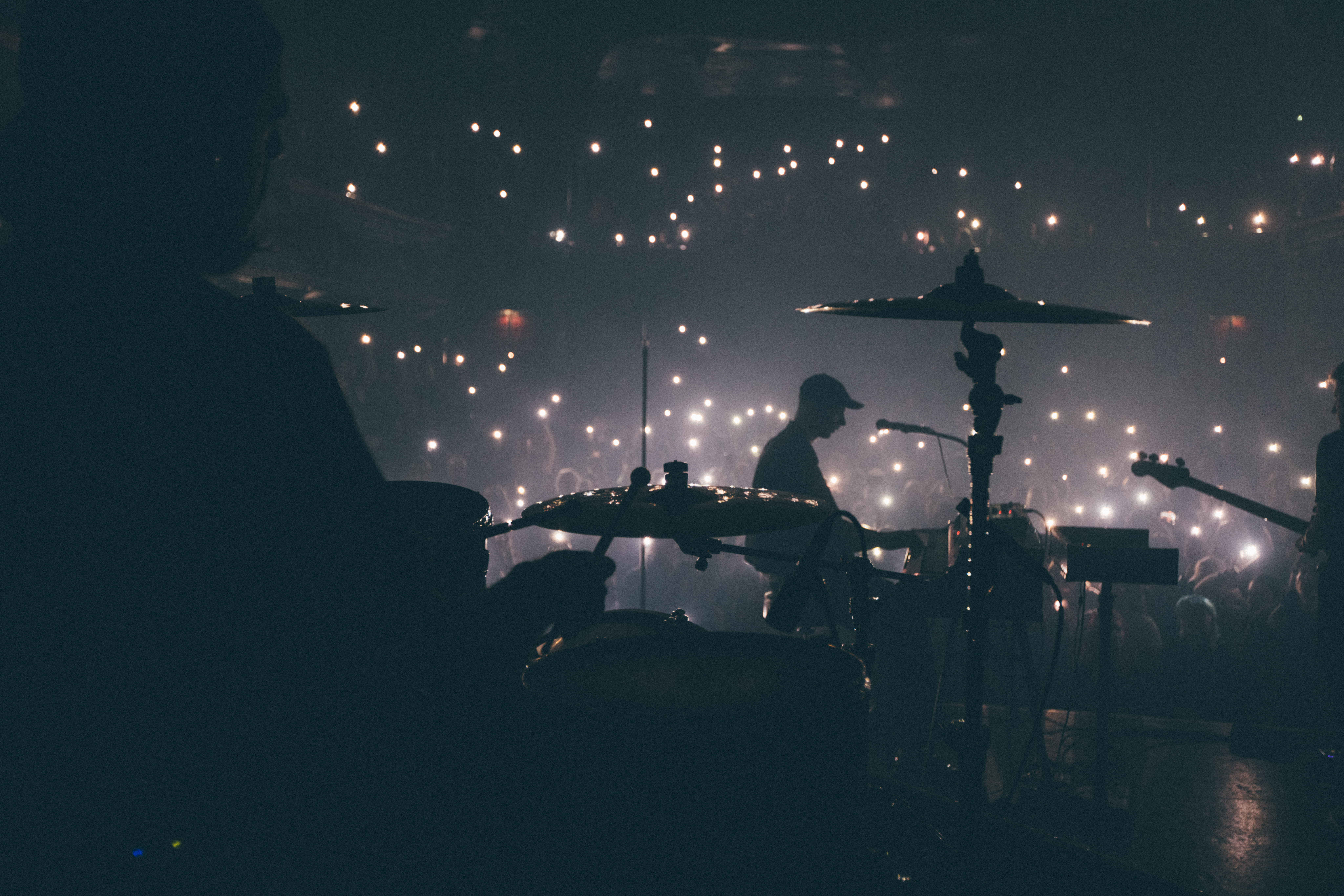
Colours in the Street - Aux étoiles

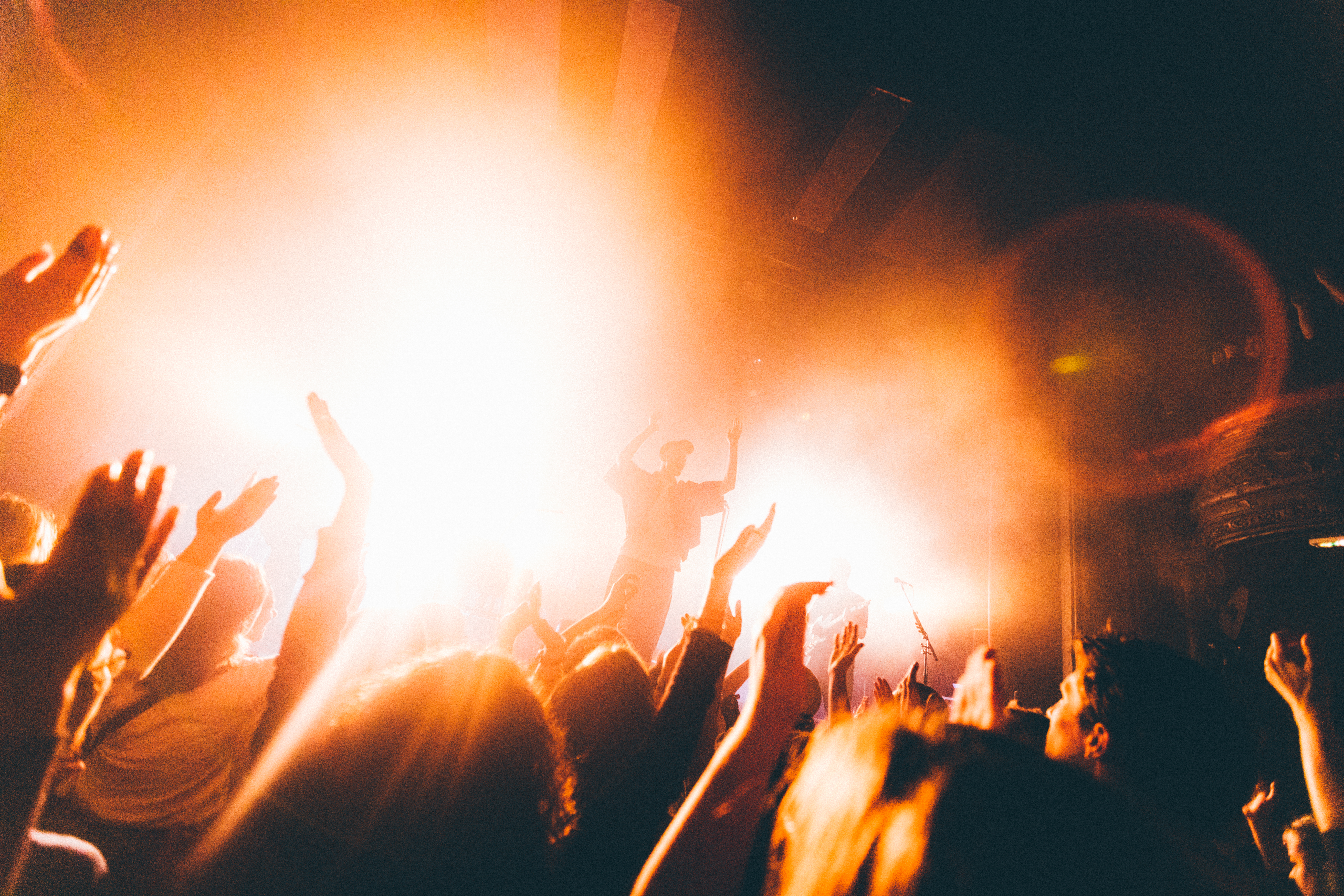
Colours in the Street - La Cigale

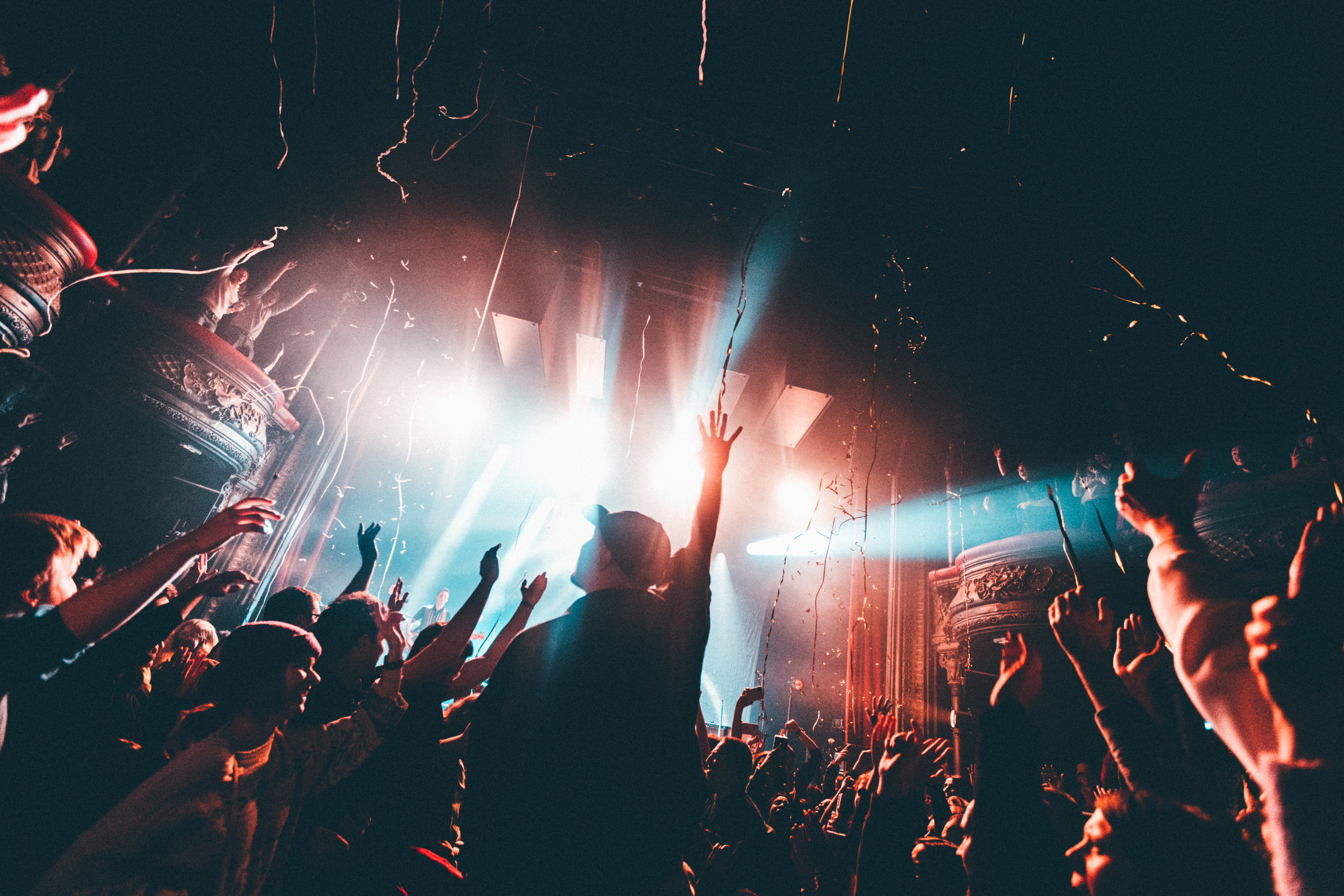
Colours in the Street - La Cigale

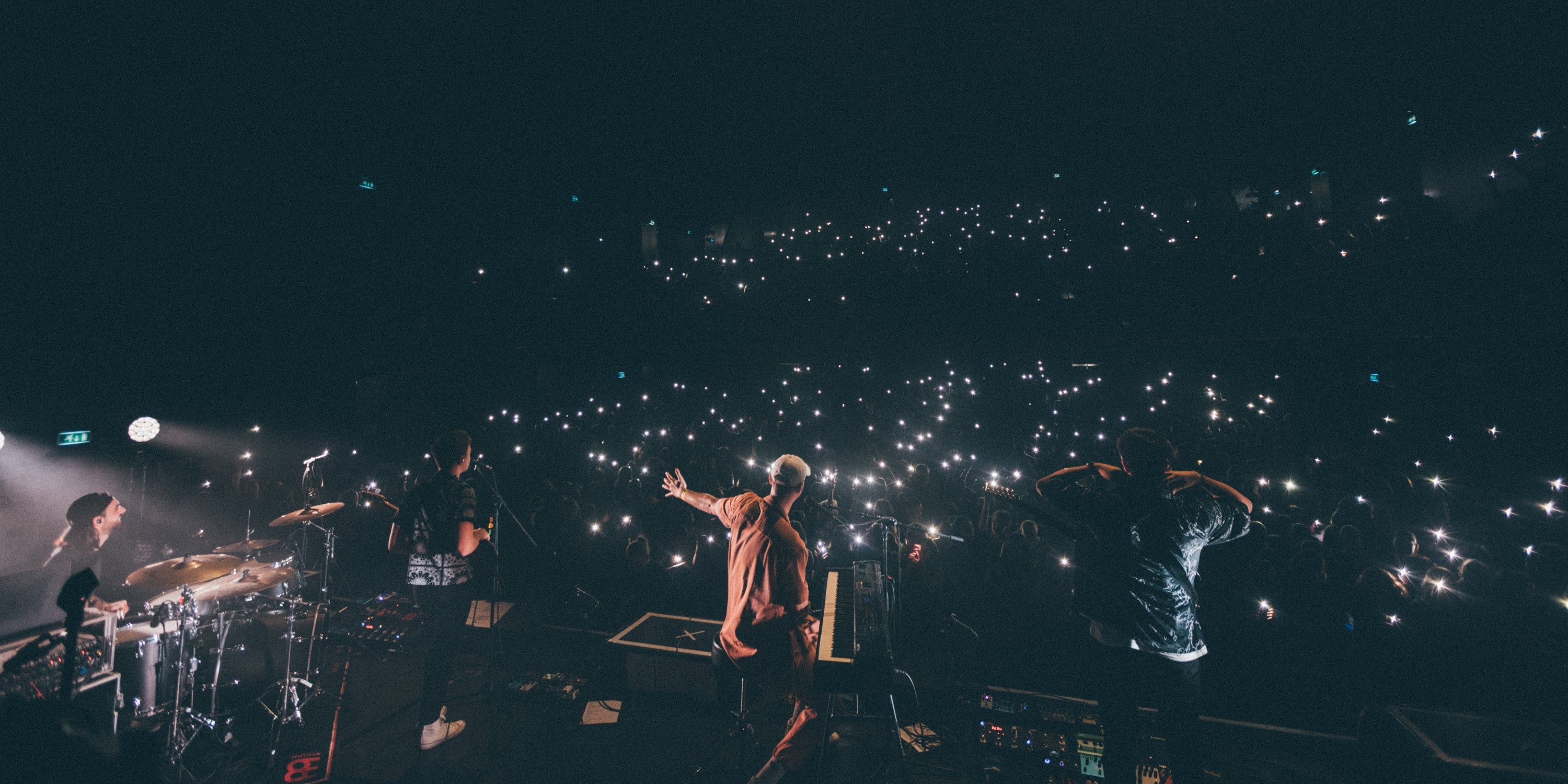
Colours in the Street - L'Olympia

## Membres
- Alexandre Poussard (Alex Colours) - chant, piano, guitare
- Noé Russeil - basse
- Lucien Saurin - guitare
- Pierre-Elie Abergel - batterie

## Discographie
- 2012 : Paper Child (EP) (réédité en 2013)
- 2015 : Royaume (Album)
- 2018 : Tell the World (EP)
- 2020 : All the Colours (Album)
- 2023 : Let's Talk (Album)